# Ашагы-Аскипара
Ашагы-Аскипара (азерб. Aşağı Əskipara — Нижняя Аскипара) — село в Газахском районе Азербайджана, является центром Ашагы-Аскипаринского сельского административно-территориального округа.

## Этимология
Ойконом связан с географическим положением села и означает «нижняя часть населённого пункта Аскипары». Топоним Аскипара происходит от соединения тюркских слов аски — «старинное» и пара — «составная часть».

## География
Село Ашагы-Аскипара является центром  Ашагы-Аскипаринского сельского административно-территориального округа Газахского района Азербайджана, при этом в состав этого сельского административно-территориального округа входит также и сёла Баганыс-Айрым и Хейрымлы.
Село Ашагы-Аскипара расположено на левом берегу реки Джогас, на месте сливания этой реки с рекой Баганыс, в подножии горы Газанчы, в 25 км от районного центра — города Газах.

## История
В советский период село входило в состав Азербайджанской ССР.
Согласно административному делению на 1961, 1963, 1977 годы, село Ашагы Аскипара являлось центром Аскипаринского сельсовета Казахского района Азербайджанской ССР, в который также входили сёла Баганис Айрум, Кушчу Айрум, Мазамлы, Хейримли, Юхары Аскипара.
После принятой Верховным Советом Азербайджанской Республики Деклорации «О восстановлении государственной независимости Азербайджанской Республики» от 30 августа 1991 года, 18 октября того же года был принят Конституционный акт «О государственной независимости Азербайджанской Республики».
В настоящее время сёла Ашагы-Аскипара, Баганыс-Айрым и Хейрымлы входят состав Ашагы-Аскипаринского сельского административно-территориального округа Газахского района Азербайджана, и село Ашагы-Аскипара является центром этого сельского административно-территориального округа. А сёла Гушчу-Айрым и Мазам входят в состав Гушчу-Айрымского сельского административно-территориального округа этого же района, и село Гушчу-Айрым является центром этого сельского административно-территориального округа. Село же Юхары-Аскипара согласно административно-территориальному делению Азербайджана входит в состав Юхары-Аскипаринского сельского административно-территориального округа этого района и является центром этого сельского административно-территориального округа.
14 июня 1992 года В ходе Первой карабахской войны село было захвачено Вооружёнными силами Армении. Село иногда упоминалось в СМИ Армении под названием Неркин Воскепар и как относящийся к Тавушской области Армении, с которой имеет границу Газахский район.
19 апреля 2024 года на азербайджано-армянской границе состоялась восьмая встреча Государственной комиссии по делимитации государственной границы между Азербайджанской Республикой и Республикой Армения и Комиссии по вопросам делимитации государственной границы и пограничной безопасности между Республикой Армения и Азербайджанской Республикой. На встрече председательствовали заместитель премьер-министра Азербайджанской Республики Шахин Мустафаев и вице-премьер-министра Республики Армения Мгер Григорян. На встрече среди прочего было предварительно согласовано в начальной фазе процесса делимитации процесса делимитации отдельные отрезки линии границы прохождение отдельных отрезков линии границы непосредственно между населёнными пунктами Баганис (Армения) — Баганыс Айрым (Азербайджан), Воскепар (Армения) — Ашагы-Аскипара (Азербайджан), Киранц (Армения) — Хейрымлы (Азербайджан) и Беркабер (Армения) — Гызылгаджилы (Азербайджан) для приведения их в соответствии с юридически обоснованной межреспубликанской границей, существовавшей в рамках СССР на момент распада. Стороны договорились, что до 15 мая 2024 года на основе геодезических измерений будет составлен и подписан согласованный Протокол-описание с уточнёнными координатами участков границы, которые до завершения делимитации будут считаться делимитированными. Стороны договорились обратиться к своим Правительствам для принятия мер по одновременному и параллельному размещению пограничных служб на согласованных участках линии границы. Стороны договорились, что в процессе делимитации будут основываться на Алма-Атинской декларации 1991 года и условились зафиксировать этот принцип в проекте Положения, с оговоркой о приведении его в соответствие с будущим Соглашением об установлении мира и межгосударственных отношений между Азербайджанской Республикой и Республикой Армения, если в нём будут определены иные положения. Также Стороны договорились после утверждения Положения согласовать очередность и продолжить делимитацию остальных участков границы, включая вопросы анклавов и эксклавов. Стороны также договорились параллельно завершить согласование проекта Положения о совместной деятельности соответствующих комиссий по делимитации государственной границы до 1 июля 2024 года, а затем начать внутригосударственные процедуры его согласования и утверждения в соответствии с национальным законодательством каждой из Сторон. По результатам этой встречи был подписан протокол.
23 апреля 2024 года на азербайджано-армянской границе экспертными группами начались уточнения координат на местности на основании геодезических измерений.
15 мая 2024 года на азербайджано-армянской границе состоялась девятая встреча комиссий, был согласован Технический протокол о результатах совместных полевых работ, отражающий Протокол-описание прохождения соответствующей линии границ, и подписан соответствующий Протокол комиссий. В результате была определена линия границы протяжённостью 12,7 километра. Таким образом, четыре села Газахского района Азербайджана: Баганыс-Айрым, Ашагы-Аскипара, Хейрымлы и Гызылхаджылы (6,5 квадратных километра) — были возвращены под контроль Азербайджана. И 24 мая 2024 года эти сёла были взяты под контроль Государственной пограничной службой Азербайджанской Республики.
Также, 24 мая 2024 года в сёлах Баганыс-Айрым, Ашагы-Аскипара, Хейрымлы и Гызылхаджылы был поднят государственный флаг Азербайджанской Республики, исполнен государственный гимн. О поднятии государственного флага в упомянутых сёлах доложил начальник главного управления пограничной охраны Генерального штаба Государственной пограничной службы генерал-майор Вусал Султанов президенту, Верховному главнокомандующему Вооружёнными Силами Азербайджана Ильхаму Алиеву.
В марте 2025 года было сообщено о ведущихся работах по восстановлению сел Баганыс-Айрым, Ашагы-Аскипара, Хейрымлы и Гызылхаджылы.

## Население
Согласно Кавказскому календарю на 1910 год, население села Аксибара-Нижняя Казахского уезда Елизаветпольской губернии в 1908 году составляло 933 человека, преимущественно азербайджанцы (в источнике указаны как «татары»).
В конце 1970-х годов численность населения села составляла 1023 человека. Жители занимались табаководством, виноградарством и животноводством. Имелись средняя школа, библиотека, дом культуры, больница, детский сад и дом, узел связи и АТС.
- Вид села с дороги
- Здание у дороги